# Punto dell'arme
In araldica il termine punto dell'arme indica un elemento, originariamente stemma distintivo di un territorio o di una famiglia, che entra a far parte di un altro stemma. I punti dell'arme hanno frequentemente lo scopo di dimostrare le origini o le pretese territoriali o dinastiche e non vanno confusi con i capi araldici che invece hanno, di norma, la funzione di dimostrare una dipendenza o una concessione.

## I principali punti dell'arme
I principali punti dell'arme sono:
- Punto d'Angiò: tre gigli d'oro in campo azzurro racchiusi dal lambello rosso di 4 denti
- Punto d'Angria (in Savoia, in Sassonia): tre puntali rossi in campo d'argento
- Punto d'Aosta (in Savoia): leone d'argento in campo nero
- Punto d'Aragona (in Austria-Ungheria, in Moferrato, in Spagna, ecc.): quattro pali rossi in campo d'oro

Aragona

- Punto d'Aragona-Maiorca: d'oro a cinque pali di rosso
- Punto d'Armenia (in Savoia): leone rosso coronato d'oro in campo d'oro
- Punto d'Austria (in Spagna, Lorena, Parma, Borbone): fascia d'argento in campo rosso
- Punto di Bar (in Austria-Ungheria, Lorena e Monferrato): due barbi d'oro in campo azzurro
- Punto di Boemia ( In Austria-Ungheria): leone d'argento colla coda bipartita, coronato, in campo rosso
- Punto di Borgogna antica (in Austria-Ungheria e Spagna): bandato d'oro e d'azzurro colla bordura di rosso
- Punto di Castiglia (in Spagna, in Austria-Ungheria, in Borbone): castello merlato d'oro in campo rosso

Castiglia

- Punto di Ciablese (in Savoia): leone nero in campo d'argento seminato di plinti neri
- Punto di Cipro (in Savoia): inquartato: nel 1° di Gerusalemme; nel 2° di Lusignano; nel 3° di Armenia; nel 4° di Lussemburgo
- Punto di Costantinopoli (in Monferrato): croce d'oro accantonata da 4 lettere B d'oro, in campo rosso
- Punto d'Este (in Modena e Ferrara): aquila d'argento coronata in campo azzurro
- Punto di Farnese (in Parma): sei gigli azzurri in campo d'oro
- Punto di Genova (in Savoia): d'argento, alla croce di rosso
- Punto di Gerusalemme (in Savoia, Monferrato, Lorena e Borbone delle Due Sicilie): croce potenziata d'oro accantonata da altre quattro crocette d'oro in campo d'argento

Gerusalemme

- Punto di Ginevra (in Savoia): cinque punti d'oro equipollenti a quattro punti d'azzurro
- Punto di Granada (in Spagna): una melagrana verde matura di rosso in campo d'argento

- Punto dell'Impero d'Oriente: di rosso, all'aquila bicipite d'oro

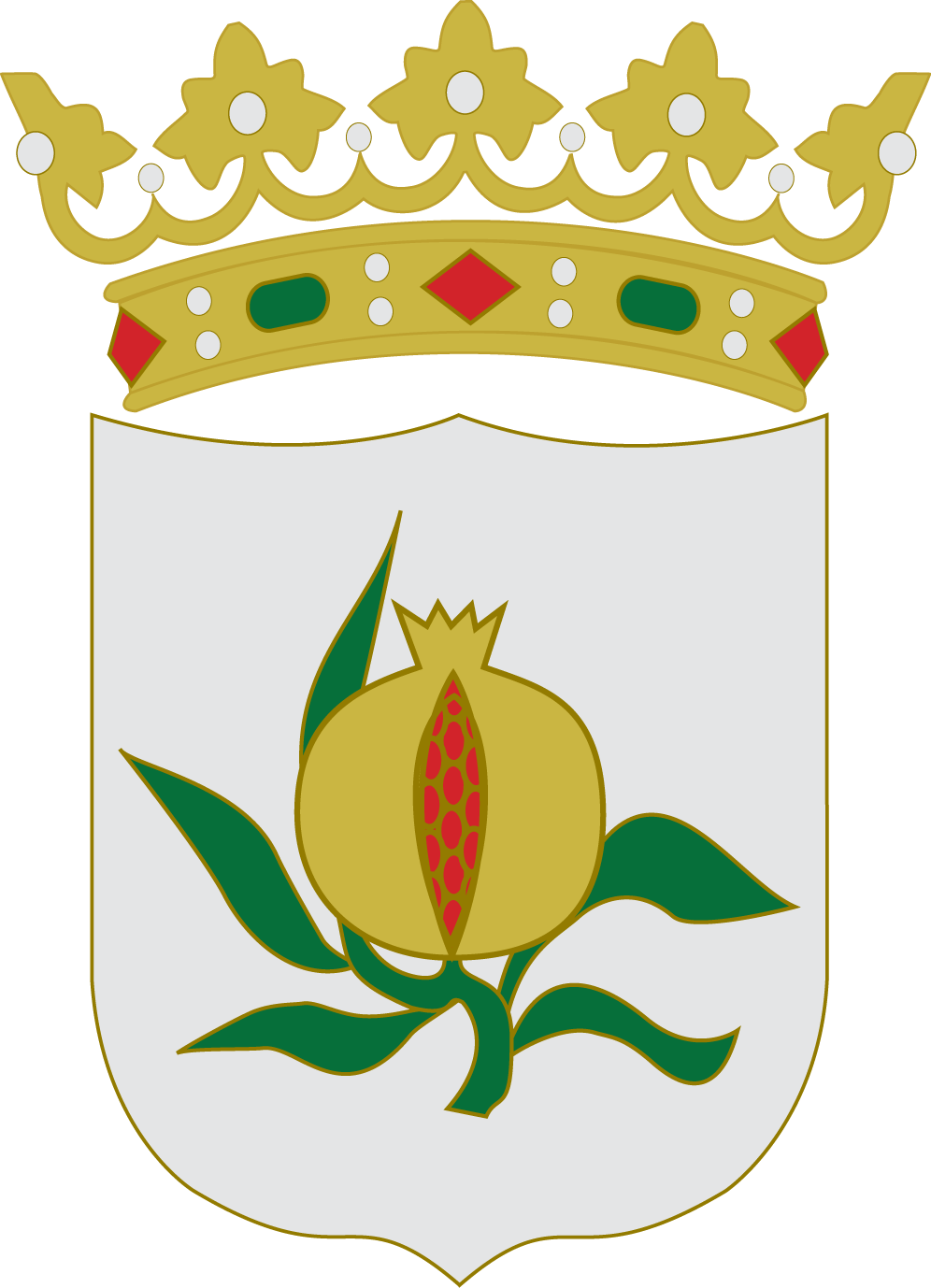
Granada

- Punto dell'Impero Napoleonico: d'azzurro all'aquila d'oro col volo abbassato afferrante con gli artigli un fulmine dello stesso
- Punto d'Irlanda (in Gran Bretagna): arpa d'oro in campo rosso
- Punto di Leon (in Spagna, Ungheria e Boemia): leone di porpora (talora di rosso) in campo d'argento

Leon

- Punto di Lusignano: fasciato d'argento e d'azzurro di 8 pezzi col leone rosso coronato d'oro sul fasciato

Lusignano

- Punto di Lussemburgo: leone rosso in campo d'argento colla coda forcata e decussata
- Punto di Monferrato: di rosso al capo d'argento
- Punto di Navarra (in Spagna, Francia): di rosso, alle catene d'oro, poste in croce, in croce di S. Andrea e in doppia cinta, caricate nel centro d'uno smeraldo di verde

Navarra

- Punto di Nizza (in Savoia): d'argento all'aquila coronata di rosso col volo abbassato, su un monte di tre cime di nero uscente da un mare d'azzurro movente dalla punta e ondato d'argento
- Punto di Portogallo (in Spagna): cinque scudi azzurri in croce caricato ciascuno di cinque bisanti d'argento in croce diagonale, e la bordura rossa caricata di sette castelli d'oro in cinta
- Punto di Saluzzo (in Savoia): d'argento al capo d'azzurro
- Punto di Sardegna (in Savoia): croce rossa in campo d'argento accantonata da quattro teste di moro tortigliate di bianco (si tratta dell'arme antica di Aragona, concessa all'isola da Giacomo Re d'Aragona)
- Punto di Sassonia (in Savoia): fasciato d'oro e di nero di otto pezzi al crancelino di verde posto in banda attraversante sul tutto
- Punto di Sassonia: fasciato di nero e d'oro, di dieci pezzi, al crancellino di verde in banda
- Punto di Serbia o di Paleologo: di rosso, alla croce, accantonata da quattro B greche dello stesso, addossate a due a due
- Punto di Sicilia (in Ungheria e Boemia, in Spagna, Borbone, ecc.): d'Aragona, fiancheggiato da due aquile nere in campo d'argento
- Punto di Svevia (in Ungheria e Boemia): tre leopardi di nero l'uno sull'altro in campo d'argento
- Punto di Svezia (in Danimarca): tre corone d'oro in campo azzurro
- Punto di Toscana (in Lorena, Parma, Borbone delle Due Sicilie): d'oro a 6 palle di rosso in cinta (si tratta dell'arme della famiglia de' Medici)
- Punto di Ungheria (in Boemia, in Lorena): fasciato d'argento e di rosso di 8 pezzi
- Punto di Vestfalia (in Savoia): puledro inalberato rivoltato d'argento in campo rosso
- Punto di Württemberg: d'oro, a tre rami di cervo di nero di cinque punte ordinati in palo

## Esempio di impiego dei punti dell'arme
I punti dell'arme consentono di semplificare notevolmente delle blasonature altrimenti complesse.

### Arme di Carlo Alberto di Savoia-Carignano
Valga per esempio l'arme di Carlo Alberto di Savoia-Carignano, che nel 1831 assunse le armi di casa Savoia del 1720 aggiungendovi diversi quarti nuovi (Genova, Nizza, Piemonte e Saluzzo).
- La blasonatura in forma canonica è:
  - inquartato: nel I controinquartato nel 1° d'argento alla croce potenziata d'oro accantonata da quattro crocette dello stesso, nel 2° burellato d'azzurro e d'argento di dieci pezzi al leone di rosso armato lampassato e coronato d'oro attraversante sul tutto, nel 3° d'oro al leone di rosso armato lampassato e coronato d'azzurro e nel 4° d'argento al leone di rosso armato lampassato e coronato d'oro; nel II gran quarto partito, nel 1° di rosso al cavallo spaventato d'argento, nel 2° fasciato d'oro e di nero di otto pezzi al crancelino di verde posto in banda attraversante sul tutto e innestato in punta d'argento a tre puntali di spada di rosso maleordinati, nel III gran quarto controinquartato, nel 1° di nero al leone d'argento, nel 2° d'argento alla croce di rosso, nel 3° d'argento seminato di plinti di nero al leone dello stesso attraversante, nel 4° d'argento all'aquila coronata di rosso col volo abbassato, su un monte di tre cime di nero uscente da un mare d'azzurro movente dalla punta e ondato d'argento; nel IV gran quarto controinquartato, nel 1° di rosso alla croce d'argento brisata da un lambello d'azzurro, nel 2° d'argento al capo di rosso, nel 3° cinque punti d'oro equipollenti a quattro punti d'azzurro, nel 4° d'argento al capo d'azzurro; sul tutto d'oro all'aquila di nero; sul tutto del tutto di rosso alla croce d'argento; sul tutto nel capo d'argento, alla croce di rosso, accantonata da quattro teste di moro di nero, attortigliate d'argento.
- Quella fatta con l'uso dei punti dell'arme diventa:
  - inquartato: nel I di Cipro; nel II partito di Westfalia e di Sassonia, innestato in punta d'Angria; nel III inquartato d'Aosta, di Genova, del Chiablese e di Nizza; nel IV inquartato di Piemonte, del Monferrato, di Ginevra e di Saluzzo; sul tutto di Savoia antica, sul tutto del tutto di Savoia moderna, sul tutto nel capo di Sardegna.

### Stemma del Regno delle Due Sicilie
Un altro interessante esempio è fornito dall'analisi dello stemma del Regno delle Due Sicilie,
la cui analisi è mostrata dalla seguente figura. 

### Collari degli Ordini
I Collari dei seguenti Ordini sono rappresentati nello stemma a partire dalle relative date:
1. (22) 1735: Ordine dello Spirito Santo
2. (23) 1738: Real Ordine di San Gennaro
3. (24) 1771: Reale e Distinto Ordine Spagnolo di Carlo III
4. (25) 1800: Real Ordine di San Ferdinando e del merito
5. (26) 1735: Sacro Militare Ordine Costantiniano di San Giorgio
6. (27) 1735: Ordine del Toson d'oro

Lo stemma, quindi, ha avuto per i relativi periodi i sottoelencati Collari degli Ordini:
- 1735-1738:

- Ordine dello Spirito Santo
- Sacro Militare Ordine Costantiniano di San Giorgio
- Ordine del Toson d'oro
- 1738-1771:

- Ordine dello Spirito Santo
- Sacro Militare Ordine Costantiniano di San Giorgio
- Ordine del Toson d'oro
- Real Ordine di San Gennaro
- 1771-1800:

- Ordine dello Spirito Santo
- Sacro Militare Ordine Costantiniano di San Giorgio
- Ordine del Toson d'oro
- Real Ordine di San Gennaro
- Reale e Distinto Ordine Spagnolo di Carlo III
- 1800-1861:

- Ordine dello Spirito Santo
- Sacro Militare Ordine Costantiniano di San Giorgio
- Ordine del Toson d'oro
- Real Ordine di San Gennaro
- Reale e Distinto Ordine Spagnolo di Carlo III
- Real Ordine di San Ferdinando e del merito